# كيري بابتيست
كيري بابتيست (بالإنجليزية: Kerry Baptiste)‏ (مواليد 1 ديسمبر 1981 في ترينيداد وتوباغو) لاعب كرة قدم ترينيدادي دولي يجيد اللعب في خط الهجوم . يلعب حاليا لصالح نادي غو بابليك الترينيدادي منذ 2007 .

## روابط خارجية
- كيري بابتيست على موقع قاعدة بيانات كرة القدم.إي يو (الإنجليزية)
- كيري بابتيست على موقع ناشيونال فوتبول تيمز (الإنجليزية)
- كيري بابتيست على موقع Soccerway.com (الإنجليزية)
- كيري بابتيست على موقع كووورة